# Calenberger Weg
Der Calenberger Weg ist ein 45 Kilometer langer Fernwanderweg, der von der niedersächsischen Stadt Bad Nenndorf im Landkreis Schaumburg durch das Calenberger Land nach Nordstemmen im Landkreis Hildesheim führt.

## Verlauf
Am Bahnhof Bad Nenndorf (, 62 m ü. NHN) beginnend führt der Weg durch den Kurpark am Galenberg und dann am Nordrand des Deisters entlang über Barsinghausen, Egestorf, Argestorf. Danach folgt der Anstieg zum Taternpfahl, dem höchsten Punkt der Strecke, auf dem Deisterkamm.
Der Calenberger Weg verläuft ein Stück weit auf dem Kammweg und dann am Westhang des Kalenberg hinab nach Völksen. Danach über Feldwege, vorbei an Bockerode und am Südrand des Hallerburger Holzes entlang nach Adensen. Von dort führt der Weg über den Marienberg mit dem Schloss Marienburg und eine Brücke über die Leine nach Nordstemmen.(,70 m ü. NHN).
Der tiefste Punkt des Weges liegt mit 62 m ü. NHN am Bahnhof in Bad Nenndorf, der Deisterkamm beim Taternpfahl bildet mit 263 m ü. NHN den höchsten Punkt.

### Kennzeichnung
Der Calenberger Weg ist mit der Wegzeichen-Markierung  ⊥ 
gekennzeichnet.
Betreut wird der Calenberger Weg durch die Mitglieder des Hannoverscher Wander- und Gebirgsvereins.

### Übergänge
- In Bad Nenndorf läuft der Calenberger Weg bis zum Deister zusammen mit dem  Europäischen Fernwanderweg E1  (   x , Nordsee – Mittelmeer).
- Bei Barsinghausen beginnt der Deister-Süntel-Weg (   ▲ , Barsinghausen – Hessisch Oldendorf).[1]
- Bei Wennigsen-Waldkater kreuzt der Calenberger Weg den Kansteinweg (   △ , Hannover – Alfeld).[1]
- Der Deisterkammweg beim Taternpfahl ist zugleich Teil des Wanderwegs Bennigsen-Lauenau (   = ).[1]

## Sehenswürdigkeiten
- In Bad Nenndorf ist der Besuch der „Kurapotheke“, ältestes Gebäude in Bad Nenndorf, einst Jagdhaus von Graf Wilhelm zu Schaumburg-Lippe, des „Schlösschens“ im Kurpark, und des Brunnentempels über der Schwefelquelle im Kurpark, das Wahrzeichen Bad Nenndorfs, empfehlenswert. Im Kurpark mit einem über 200 Jahre alten Baumbestand ist eine, einmalig in Deutschland, aus knapp 100 seltenen Süntel-Buchen bestehende Allee zu sehen. Zum Deister durch eine Allee aus Kugelahornen und den Erlengrund.
- In Barsinghausen liegt das ehemalige Bergwerksgelände mit dem Besucherbergwerk Klosterstollen Barsinghausen und dem Zechenpark.
- Der Georgsplatz. Hier steht ein ehemaliges kleines königliches Jagdschloss, ältestes Gebäude der Wennigser Mark, heute privat. Gegenüber der Toppiusplatz mit mehreren Denkmälern.
- Der Taternpfahl an der Grenze zwischen Wennigsen und Springe. Heute Standort einer Schutzhütte, früher mussten hier durchziehende Tatern (Zigeuner) 3 Tage warten, bevor sie unter Aufsicht nach Springe durften.
- Das Schloss Marienburg wurde in den letzten Jahren des Königreichs Hannover gebaut und nie ganz vollendet.